# نادي رياضي حرية وهران
نادي رياضي حرية وهران (بالفرنسية: Club Athlétique Liberté d'Oran) هو نادي كرة قدم جزائري يلعب في ملعب كالو (من اختصار اسم النادي بالفرنسية)، تأسس في حي الدرب بمدينة وهران سنة 1897 وتمّ حله سنة 1962. ويعتبر الفريق أقدم نادي جزائري، عربي وإفريقي قبل نادي أفراح وهران (Club des Joyeusetés d'Oran) الذي تأسس بعده في نفس السنة.

## تاريخ النادي
تأسس النادي في عهد الاستعمار الفرنسي للجزائر سنة 1897 على يد المستوطنين الأوروبيين تحت اسم نادي رياضي وهران وفي سنة 1921، تمّ دمجه مع نادي آخر هو نادي حرية وهران وأخذ بالتالي اسم نادي رياضي حرية وهران وكان النادي يلعب تحت اللونين الأحمر والأبيض. وكان معظم اللاعبين أو جميعهم من الأصول الأوروبية الاستطانية المقيمة في الجزائر.
ولقد تم حل النادي سنة 1962 عنذ استقلال الجزائر مثله مثل العديد من الأندية الاستطانية الأوروبية.

## إنجازات النادي
- بطل دوري رابطة وهران سنة 1959
- بطل كأس رابطة وهران سنة 1949
- وصيف بطل الدوري الشرفي الجزائري سنة 1960